# وادي شفوات (المهرة)

تعديل مصدري - تعديل

وادي شفوات هي إحدى قرى عزلة الفيدمي بمديرية الغيظة التابعة لمحافظة المهرة، بلغ تعداد سكانها 289 نسمة حسب تعداد اليمن لعام 2004.